# نیکولای فوسی
نیکولای فوسی (انگلیسی: Nicolai Fuglsig؛ زادهٔ ۱۹۷۲ (۵۲–۵۳ سال))، کارگردان فیلم اهل دانمارک است.